# Кенкияк (село)
Кенкияк (каз. Кеңқияқ) — село в Темирском районе Актюбинской области Казахстана. Административный центр Кенкиякского сельского округа. Код КАТО — 155639100.

## Население
В 1999 году население села составляло 4777 человек (2226 мужчин и 2551 женщина). По данным переписи 2009 года в селе проживали 4954 человека (2414 мужчин и 2540 женщин). По данным переписи 2021 года, в селе проживало 6015 человек (3094 мужчин и 2921 женщин).
| Численность населения | Численность населения | Численность населения |
| 1999                  | 2009                  | 2021                  |
| --------------------- | --------------------- | --------------------- |
| 4777                  | ↗4954                 | ↗6015                 |